# Platja de la Torre de Sant Vicent
La platja de la Torre de Sant Vicent és una platja d'arena del municipi valencià de Benicàssim, en la comarca de la Plana Alta.
Limita al nord amb la platja de l'Almadrava i al sud amb la platja dels Terrers. Té una longitud de 650 m. i una amplària mitjana de 85m.
És una platja d'arena fina i daurada que mostra unes aigües netes. És una platja de marcat caràcter urbà amb passeig marítim al llarg del qual se succeïxen nombroses terrasses que li donen un aspecte molt viu a qualsevol hora del dia. En el mar, una plataforma flotant servix d'animat punt de reunió.
Ha estat guardonada amb la Bandera Blava.

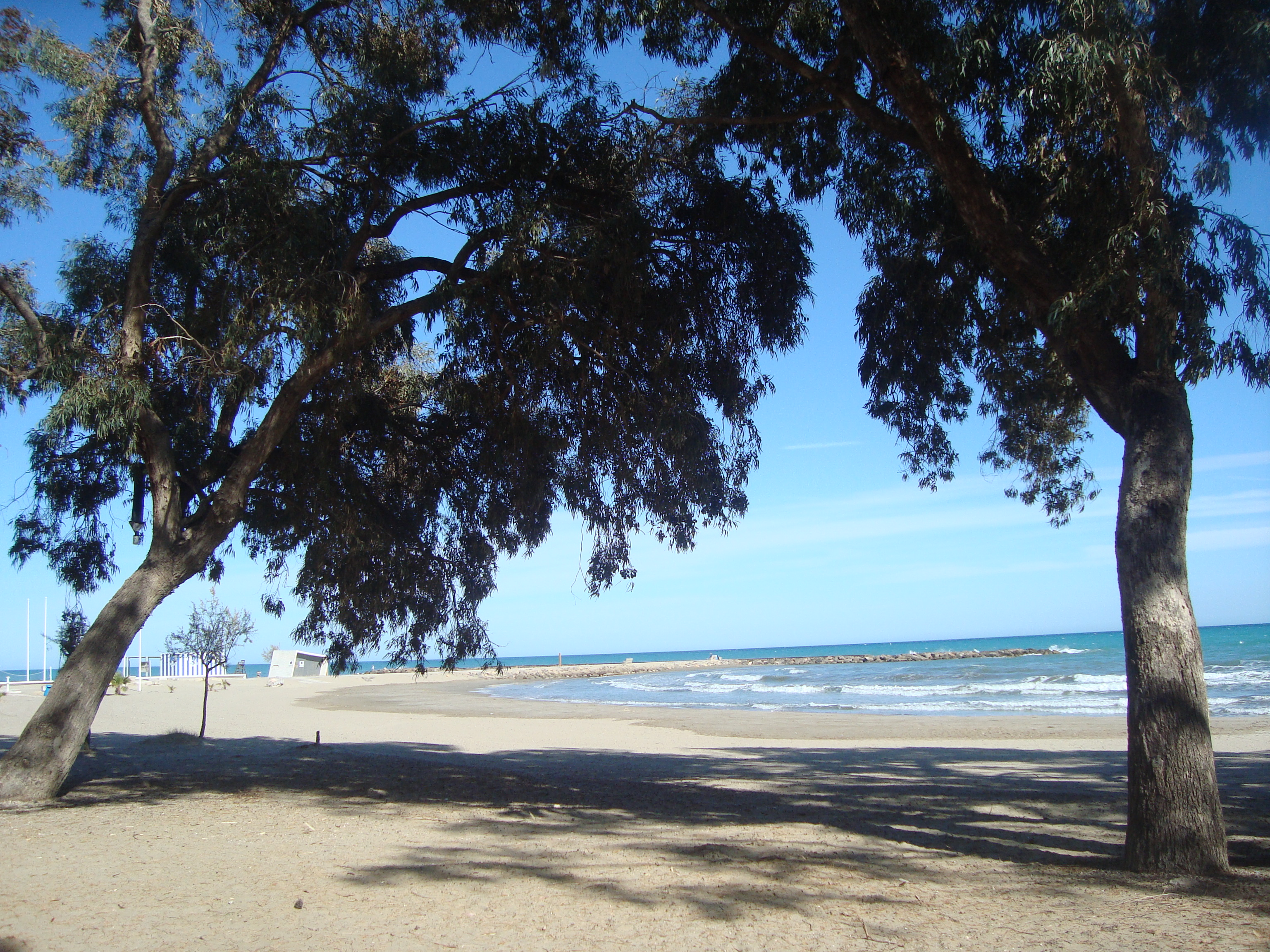
Platja de la Torre Sant Vicent (Benicàssim)